# Sumberkepuh
Sumberkepuh is een bestuurslaag in het regentschap Nganjuk van de provincie Oost-Java, Indonesië. Sumberkepuh telt 10.598 inwoners (volkstelling 2010).